# قصر الحجوي (قصر الحجوي)
قصر الحجوي هو دُوَّار يقع بجماعة عين الشواطر، إقليم فكيك، جهة الشرق في المملكة المغربية. ينتمي الدوّار لمشيخة قصر الحجوي التي تضم 3 دواوير. يقدر عدد سكانه بـ 91 نسمة حسب الإحصاء الرسمي للسكان والسكنى لسنة 2004.

## روابط خارجية
- البوابة الوطنية للجماعات الترابية نسخة محفوظة 12 مارس 2018 على موقع واي باك مشين.
- المندوبية السامية للتخطيط